# Olga Carmona
Olga Carmona García (Sevilla, 12 juni 2000) is een Spaans voetbalster die bij voorkeur als linksback speelt. Zij is aanvoerder van Real Madrid. In 2021 debuteerde zij voor Spanje.

## Clubcarrière
Carmona werd geboren in Sevilla en speelde tien seizoenen in de jeugd bij Sevilla. Na drie seizoenen in het eerste elftal verhuisde ze in 2020 naar het nieuwe vrouwenelftal van Real Madrid.

## Interlandcarrière
In april 2021 debuteerde Carmona voor Spanje tegen Mexico. In 2023 won ze met Spanje het WK 2023. Ze was aanvoerder in de halve finale en de finale en scoorde in beide wedstrijden. 